# Paquita Vehil
Francisca Margarita Vehil, (Uruguay, 12 de abril de 1917 - Buenos Aires, 2 de mayo de 1971), más conocida como Paquita Vehil, fue una actriz uruguaya de teatro y cine que realizó su carrera en Argentina, país donde murió  luego de una extensa carrera en este país. Pertenecía a una dinastía generacional de ocho actores originarios de Cataluña, hija y nieta de actores de teatro. Sus hermanos fueron Luisa y Juan y fue la madre de los actores Miguel Ángel Solá y Mónica Vehil. Su abuela fue la legendaria actriz Dolores Dardés.
Debutó en el cine en el filme Pibelandia en 1935 y en la siguiente película Mateo en 1937 usó el nombre artístico de Mónica Montes.  

## Filmografía
- Aquellos años locos    (1971)
- La familia hippie    (1971)
- Joven, viuda y estanciera    (1970)
- Los muchachos de mi barrio    (1970)
- El dinero de Dios    (1959)
- La casa del ángel    (1957)
- La calle Corrientes    (1943)
- Novios para las muchachas    (1941)
- "La vida del gran Sarmiento" (1940)
- Turbión    (1938)
- Mateo    (1937)
- Pibelandia    (1935)